# Panzerwerk
| Standard | Żelbet | Pancerz |
| -------- | ------ | ------- |
| A        | 3,5 m  | 600 mm  |
| A1       | 2,5 m  | 420 mm  |
| B        | 1,5 m  | 250 mm  |
| B1       | 1 m    | 120 mm  |
| C        | 0,6 m  | 60 mm   |
| D        | 0,3 m  | 20 mm   |

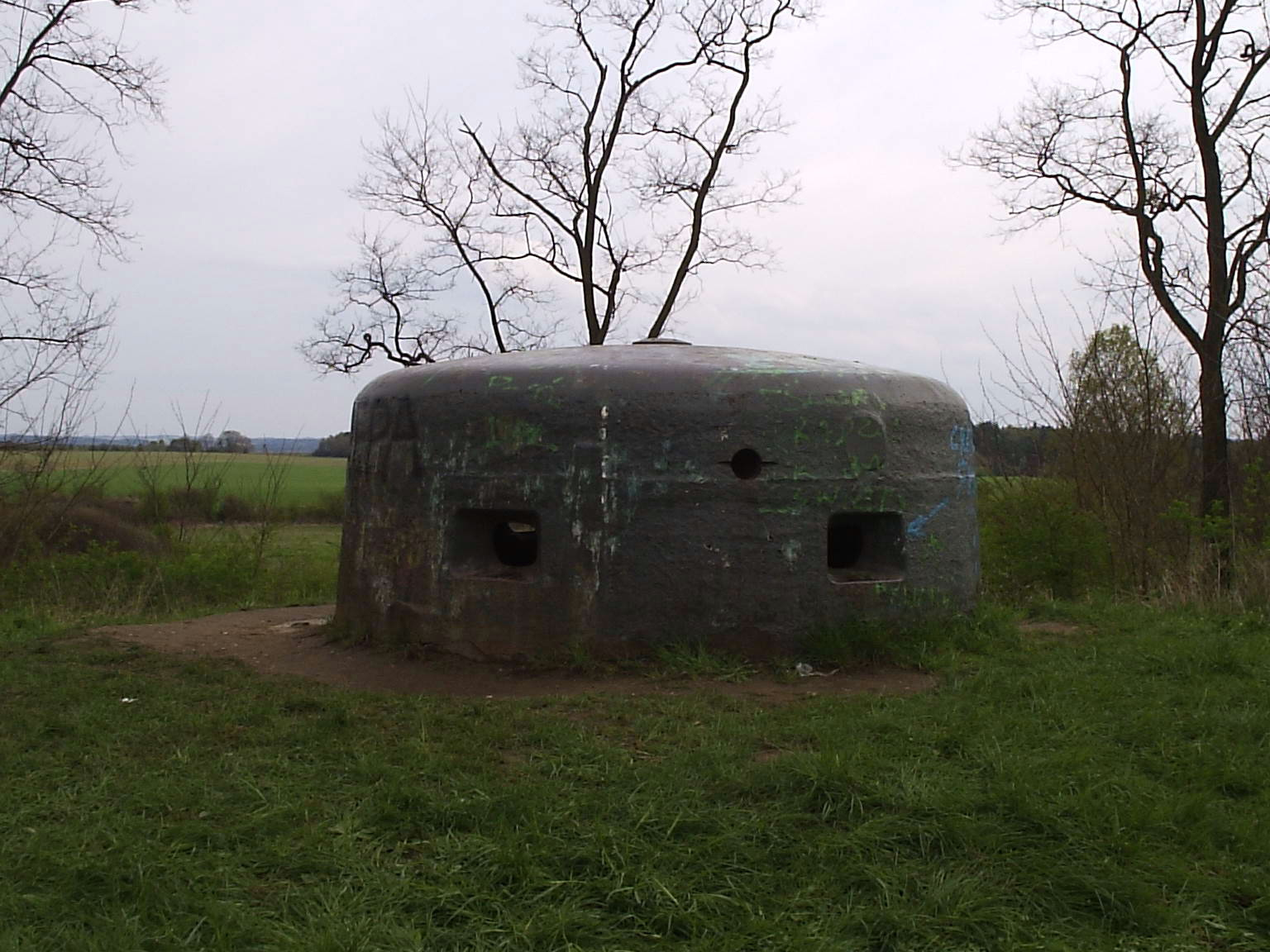
Kopuła pancerna typu 20P7 – typowy element panzerwerków o odporności B

Panzerwerk (budowla, dzieło pancerne) – nazwa nadana przez propagandę niemiecką ciężkim schronom bojowym wznoszonym na zachodniej i wschodniej granicy III Rzeszy.
Nazwa – wraz z jednolitą numeracją wszystkich schronów posiadających odporność od B1 (tabela) wzwyż – została nadana w lecie 1939 roku. Zdaniem badaczy głównym wyznacznikiem dla uznania schronu za panzerwerk powinien być fakt wyposażenia go w kopuły sześciostrzelnicowe dla dwóch karabinów maszynowych.
W praktyce wstrzymanie przez Hitlera rozbudowy najpotężniejszych linii umocnionych, przede wszystkim Frontu Ufortyfikowanego Łuku Odry-Warty (Międzyrzecki Rejon Umocniony) uniemożliwiło budowę obiektów o odporności wyższej niż B. Przykładowy schron bojowy o odporności B (tzw. B-Werk) posiadał uzbrojenie składające się z:
- 4 karabinów maszynowych, zgrupowanych po 2 w kopułach sześciostrzelnicowych (typ 20P7), umożliwiających ostrzał całej przestrzeni wokół schronu,
- granatnika fortecznego typu M19 w kopule pancernej w stropie,
- fortecznego miotacza ognia w stropie,
- karabinu maszynowego osłaniającego wejście, za płytą pancerną.

Istniały bardzo różne konfiguracje uzbrojenia i elementów pancernych – zależne od czasu budowy i umiejscowienia danego schronu. Przykładem tego rodzaju schronów (B-Werków) w Polsce mogą być Pz.W. 716 i Pz.W. 721.
Ponadto duża część obiektów tego typu posiadała możliwość rozbudowy o broń przeciwpancerną, czyli armatę kalibru 37 lub 50 mm w wieży bądź kazamacie. W praktyce jednak umocnień nie wyposażono w działa przeciwpancerne (jedynie GW Ludendorff posiadała armatę przeciwpancerną).
Wyższym stopniem rozbudowy panzerwerków były obiekty rozproszone, których przykładami mogą być Pz.W. 814 „Moltke” i Pz.W. 817 „Roon”. Obok głównego obiektu posiadały one tzw. wieże odosobnione, czyli połączone komunikacją podziemną odrębne, mniejsze schrony.
Schrony opisywane jako panzerwerki posiadały od 1 do 4 kondygnacji. Połączone z systemem podziemnym posiadały system koszarowo-magazynowy połączony ze schronem szybem.
Największe planowane obiekty o standardzie „A” miały być realizowane jako kompleks kilku odrębnych, ciężkich schronów, wyposażonych prócz wymienionego już uzbrojenia w artylerię stromotorową (haubice 105 mm). Przykładem takiego obiektu może być najbardziej zaawansowany w budowie A-Werk nr 8 Frontu Ufortyfikowanego Łuku Odry-Warty, położony w pobliżu Nietoperka. Składać się on miał z dwóch schronów oznaczonych „Ost” i „West”.
Najwięcej, bo 83 schrony określane jako panzerwerki, zbudowane zostały na Froncie Ufortyfikowanym Łuku Odry-Warty. 53 z nich wyposażone były w kopuły sześciostrzelnicowe. Na Wale Zachodnim zbudowano 32 schrony tego typu. Propaganda niemiecka określała mianem panzerwerków także schrony o niższym standardzie.